# Peetula
Peetula is een geslacht van vlinders van de familie spanners (Geometridae), uit de onderfamilie Ennominae.

## Soorten
- P. exanthemata Moore, 1888
- P. stramineata Warren, 1888